# Романова, Наталья Владимировна
Наталья Романова — российская поэтесса, критик. Лауреат Григорьевской поэтической премии 2012 года, член большого жюри премии «Национальный бестселлер» в 2011, 2012, 2015, 2017 и 2019 годах, номинатор этой премии в 2013 и 2016 годах.
Родилась в городе Слуцк в семье военнослужащего, этнического корейца. В 1980 году окончила филологический факультет Ленинградского государственного университета. Работала журналистом в заводской многотиражке. В 1987 окончила лечебное отделение Первого медицинского института.
С 1970-х пишет стихи и литературные эссе. В 1975—1976 годах совместно с В. Баллаевым издавала журнал «Северомуринская пчела».
Создатель авторской методики обучения русскому языку «Без правил», с 1992 г. — руководитель Школы грамотности Романовых в Санкт-Петербурге. Автор вышедшей более чем 100-тысячным тиражом книги «Идеальная грамотность», в которой сжато изложены основы авторского метода обучения.

## Книги
1. Машина наваждения. — СПб.: Борей-Арт, 1994. — 62 с.
2. Ли Ху Нам. Расписная стена. — СПб.: Борей-Арт, 1999. — 40 с. — ISBN 5-7187-0282-9.
3. Публичные песни. — СПб.: Борей-Арт, 1999. — 46 с. — ISBN 5-7187-0317-5.
4. Песня ангела на игле / предисловие Е. Звягина. — СПб.: Борей-Арт, 2001. — 68 с. — ISBN 5-7187-0333-7.
5. Zaeblo / предисловие Е. Мякишева. — СПб.: Геликон Плюс, 2008. — 132 с. — ISBN 978-5-93682-388-6.
6. Индюк. — СПб.: Группировка «Протез», 2009. — 112 с. — ISBN 5-7187-0263-9.
7. 22 урока идеальной грамотности. Русский язык без правил и словарей. — СПб.: Питер, 2011. — 208 с. — ISBN 978-5-49807-595-2.
8. Идеальная грамотность. Русский язык без правил и словарей. — Питер, 2013. — 208 с. — ISBN 978-5-4461-0085-9.
9. Людоедство. — СПб.: Лимбус-пресс, 2015. — 96 с. — ISBN 978-5-8370-0695-1.
10. Зверство. — СПб.: Лимбус-пресс, 2015. — 96 с. — ISBN 978-5-8370-0696-8.
11. Учебник литературы для придурков. — Новосибирск: Подснежник, 2019. — 93 с. — ISBN 978-5-4465-2235-4.